# Kanton Gonzanamá
Der Kanton Gonzanamá befindet sich in der Provinz Loja im äußersten Süden von Ecuador. Er besitzt eine Fläche von 698,5 km². Im Jahr 2020 lag die Einwohnerzahl schätzungsweise bei 10.950. Verwaltungssitz des Kantons ist die Ortschaft Gonzanamá mit 1412 Einwohnern (Stand 2010). Der Kanton Gonzanamá entstand am 27. September 1943 als eine Abspaltung des Kantons Loja.

## Lage
Der Kanton Gonzanamá befindet sich in den Anden im zentralen Osten der Provinz Loja. Der Kanton wird im Nordosten, im Norden und im Nordwesten vom Río Catamayo begrenzt. Im Südwesten bildet die Quebrada Bella María die Grenze. Der südliche Randbereich gehört zum Einzugsgebiet des Río Calvas (Río Macará).
Der Kanton Gonzanamá grenzt im Norden und im Nordosten an den Kanton Catamayo, im Südosten an den Kanton Loja, im Süden an den Kanton Quilanga, im Südwesten an den Kanton Calvas sowie im Nordwesten an den Kanton Paltas.

## Verwaltungsgliederung
Der Kanton Gonzanamá ist in die Parroquia urbana („städtisches Kirchspiel“)
- Gonzanamá

und in die Parroquias rurales („ländliches Kirchspiel“)
- Changaimina
- Nambacola
- Purunuma
- Sacapalca

gegliedert.